# Chantal Quesnelle
Chantal Quesnelle (n. Ottawa, Canadá) es una actriz canadiense, hizo su debut en el año 1994.

## Filmografía
| Título                                          | Año       | Papel            |
| ----------------------------------------------- | --------- | ---------------- |
| I'll Be Home for Christmas                      | 2016      | Candice Edwards  |
| The Colossal Failure of the Modern Relationship | 2015      | Chantal          |
| Karma's a B*tch!                                | 2014      | Michelle Bilotta |
| Satisfaction                                    | 2013      | The Coug         |
| Hard Rock Medical                               | 2013      | Claudia          |
| Curse of Chucky                                 | 2013      | Sarah Pierce     |
| Real Gangasters                                 | 2013      | Margarita        |
| Identidad en la sombra                          | 2012      | Michelle Ashley  |
| Suits                                           | 2011      | Charisse         |
| Single White Spenny                             | 2011      | Raven Hair       |
| Los Kennedy                                     | 2011      | Toni Bradlee     |
| Nikita                                          | 2011      | TV               |
| The Dating Guy                                  | 2010      | Donna            |
| Blue Mountain State                             | 2010      | Pauline          |
| ¿Quién es Clark Rockefeller?                    | 2010      | Mujer            |
| Paradise Falls                                  | 2001-2008 | Yvonne Bernini   |
| Sue Thomas: El ojo del F.B.I.                   | 2004      | Angela Portman   |
| Threshold                                       | 2003      | Nanci Honover    |
| Odyssey 5                                       | 2003      | Kayli Haynes     |
| I Love Mummy                                    | 2002      | Cincinnati Smith |
| Virtual Mom                                     | 2000      | Lady             |
| El sexo y la Sra. X                             | 2000      | Patrice          |
| Bruiser                                         | 2000      | Rita             |
| The City                                        | 1999      | Cindy Belmont    |
| Goosebumps                                      | 1998      | Miss Karlsville  |
| La femme Nikita                                 | 1998      | Sonia            |
| The Wrong Guy                                   | 1997      | Oficial          |
| Kung Fu: La leyenda continúa                    | 1996      | Cindy Belmont    |
| Forever Knight                                  | 1995      | Debbie           |
| RoboCop: La Serie                               | 1994      | Female Shorty    |

- Datos: Q5072621